# 安德烈亚斯·米歇尔森

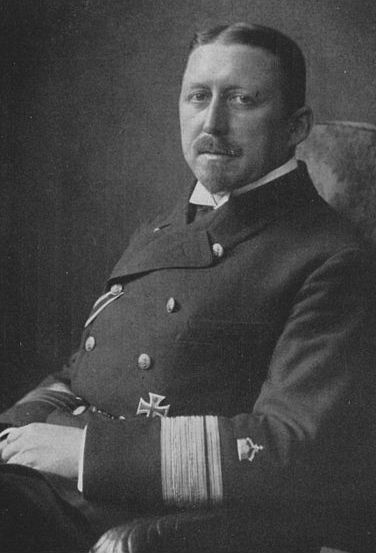
安德烈亚斯·米歇尔森

安德烈亚斯·海因里希·米歇尔森（Andreas Heinrich Michelsen）是一位德国海军将领，最终军衔为海军中将。第一次世界大战期间，他曾指挥过几艘鱼雷艇以及潜艇舰队，而且参加过日德兰海战，亦曾在多佛海峽海戰中指挥德军。贡比涅停战协定签署后，安德烈亚斯·米歇尔森出任公海舰队参谋长。 1920年12月，安德烈亚斯·米歇尔森退休。  1932年4月8日，安德烈亚斯·米歇尔森去世，享年64岁。 